# District de Mukah
Le district de Mukah (malais : Daerah Mukah) est un district administratif de l'État malaisien du Sarawak, qui fait partie de la Division de Mukah. La capitale du district est dans la ville de Mukah.

### Liens connexes
- Districts de Malaisie